# Buena Vista (Míchigan)
Buena Vista es un lugar designado por el censo ubicado en el condado de Saginaw en el estado estadounidense de Míchigan. En el Censo de 2010 tenía una población de 6816 habitantes y una densidad poblacional de 583,78 personas por km².

## Geografía
Buena Vista se encuentra ubicado en las coordenadas 43°25′2″N 83°53′56″O / 43.41722, -83.89889. Según la Oficina del Censo de los Estados Unidos, Buena Vista tiene una superficie total de 11.68 km², de la cual 11.54 km² corresponden a tierra firme y (1.2%) 0.14 km² es agua.

## Demografía
Según el censo de 2010, había 6816 personas residiendo en Buena Vista. La densidad de población era de 583,78 hab./km². De los 6816 habitantes, Buena Vista estaba compuesto por el 17.78% blancos, el 74.03% eran afroamericanos, el 0.67% eran amerindios, el 0.31% eran asiáticos, el 0.03% eran isleños del Pacífico, el 3.74% eran de otras razas y el 3.43% pertenecían a dos o más razas. Del total de la población el 10.09% eran hispanos o latinos de cualquier raza.